# Weickertsberg
Weickertsberg (česky doslovně Weickertův vrch) je vrch o nadmořské výšce 408 m na území hornolužické obce Neukirch/Lausitz v zemském okrese Budyšín v Sasku.

## Charakteristika
Vrch leží v německé části Šluknovské pahorkatiny (Lausitzer Bergland) a její mesogeochoře Severní hornolužická vrchovina (Nördliches Oberlausitzer Bergland). Na severu na něj navazuje Galgenberg (413 m). Geologické podloží tvoří dvojslídý granodiorit. Převažujícími půdními typy jsou podzolová kambizem a parakambizem, při úpatích se rovněž vyskytuje regosol a glej až koluvizem. Weickertsberg je odvodňován do Wesenitz, která protéká při jižním úpatí. Celý vrch tak náleží k povodí Labe a k úmoří Severního moře. Převážná většina vrchu je využívána jako zemědělská půda, na jižní úpatí však zasahuje zástavba Neukirchu. Vrch leží v chráněné krajinné oblasti Oberlausitzer Bergland.
Po jihovýchodním svahu vede žlutá turistická stezka směřující z Neukirchu k vrcholu Großer Picho (498 m). Podél západního úpatí prochází zemská silnice S 119 spojující Neukirch s Budyšínem.